# I Hate My Teenage Daughter
I Hate My Teenage Daughter es una sitcom estadounidense que se estrenó en Fox el miércoles 30 de noviembre de 2011. La serie fue cancelada por Fox el 10 de mayo de 2012.

## Sinopsis
La serie sigue a dos madres que temen que sus hijas se estén convirtiendo en el tipo de chicas que las atormentaban en la escuela secundaria. Los miedos se manifiestan cuando Annie Watson (Jaime Pressly), quien creció en una familia conservadora muy estricta, comienza a notar que ella ha permitido que su hija Sophie (Kristi Lauren) haga lo que quiera, lo que provoca que aproveche de burlarse y avergonzar a su madre; mientras que su mejor amiga Nikki Miller (Katie Finneran), quien creció sin ser popular y con sobrepeso, comienza a notar qué tan manipuladora se ha vuelto su hija Mackenzie (Aisha Dee). Incluso los exmaridos no son buenos padres: El ex de Annie, Matt, también es despistado, lo que provoca que su hermano abogado Jack, aparezca (y se convierta en un interés amoroso de Annie), en tanto el ex de Nikki, Gary, está dejando que su complicada relación se torne aún más difícil en el tema de la crianza de los hijos. Estas situaciones revelan los grandes retos que Annie y Nikki tienen que enfrentar para hacer que sus hijas no se transformen en las personas a las que ellas temían cuando tenían la edad de sus hijas.

## Elenco

### Elenco principal
- Jaime Pressly como Annie Watson.
- Katie Finneran como Nikki Miller.
- Kristi Lauren como Sophie Watson.
- Aisha Dee como Mackenzie Miller.
- Eric Sheffer Stevens como Matt Gutierrez.
- Chad L. Coleman como Gary.
- Kevin Rahm como Jack.

### Elenco recurrente
- Wendi McLendon-Covey como Deanna Dunbar.

## Personajes

### Annie Watson
Annie es la madre de Sophie, la exesposa de Matt, y la mejor amiga de Nikki. Una madre soltera, Annie creció en un hogar estricto y religioso donde cada verano ella tenía que asistir al campamento de Biblia. Ella intenta seguir las reglas cuando está cerca de Sophie, permitiéndole que tenga un toque de queda y espera que asista su hija a la escuela privada. Aunque Annie está más asustada del snob que creó, ella tiene más control sobre Sophie de lo que Nikki tiene con Mackenzie. Annie trabaja para darle a Sophie libertad, mientras que Nikki quiere ser la amiga de Mackenzie. Annie tiene un enamoramiento con su ex-cuñado, Jack. Se revela la razón del porqué ella y Matt se divorciaron, porque él la estaba engañando.

### Sophie Watson
Sophie es la mejor amiga de Mackenzie y la hija de Matt y Annie. Mientras Annie es una madre dedicada a Sophie, ella admira más a su padre. Ya que Matt no está tan cerca, Sophie a menudo se relaciona en su Tío Jack como una figura paterna. La insensibilidad de Sophie la ha hecho una de las chicas populares. Hay muchas veces cuando Sophie se muestra como mala, pero otras veces se muestra qué aprecia a su madre. Sophie es muy protectora de Mackenzie, y las dos son cercanas.

### Nikki Miller
Nikki es la mejor amiga de Annie, la exesposa de Gary, y la madre de Mackenzie. Nikki era una paria de niña debido a su sobrepeso, y rastros de su niñez arruinada a menudo se filtran en su capacidad como madre. Mackenzie a menudo critica a Nikki en sus problemas de alimentos, algo que pone triste a Nikki. Sin embargo, Nikki sólo le desea lo mejor a Mackenzie y es muy protectora con ella. Nikki está asustada de Mackenzie, quién actúa más como su madre que a la inversa. A Nikki le encanta burlarse de Annie sobre su enamoramiento por Jack.

### Mackenzie Miller
Mackenzie es la mejor amiga de Sophie y el resultado de la relación fallida de Nikki y Gary. Debido a que Nikki es blanca y Gary es un afroamericano, ella es una chica birracial. Mackenzie es libre de hacer lo que quiere y usa ejemplos del pasado horrible de su madre para hacerla sentir mal como manera de obtener poder. Mackenzie se relaciona con su madre para que le de dinero para ropa y tecnología, lo que por lo general sale del bolsillo de Gary. 

### Matt Gutierrez
Matt es el exesposo de Annie y el padre de Sophie. Es un padre irresponsable cuya carrera musical a menudo se interpone en el camino al ser tutor de su hija. Él y Annie se divorciaron porque él la estaba engañando, e incluso después de su divorcio Matt, descuida sus funciones como padre, aunque se muestra que desea esforzarse más.

### Gary
Gary es el exesposo de Nikki y el padre de Mackenzie. La relación con Nikki a menudo se interpone en el camino para enseñarle a Mackenzie. Él y Nikki discuten a menudo, y para compensar por su divorcio, Gary le da dinero a Mackenzie en lugar de ser un padre verdadero a Mackenzie aunque como Matt, él intenta.

### Jack
Jack es el hermano de Matt, el ex-cuñado y enamoramiento de Annie, y el tío de Sophie. Es un abogado de alto perfil quién a menudo piensa que sabe todo e intenta darle a las mujeres consejos de padres, algo que enoja a Annie. El enamoramiento de Annie con Jack pasa desapercibido, a pesar de la tartamudez cuando él está cerca. Debido a que Matt nunca está cerca, Jack actúa como el padre de Sophie. 

### Deanna Dunbar
Deanna es la directora de la secundaria de Mackenzie y Sophie. Hermosa e intrigante, ella acosaba a Nikki en la secundaria y ella comenzó un rumor en que ella una vez se comío su propio gato.

## Episodios
Artículo principal: Anexo:Episodios de I Hate My Teenage Daughter

## Producción
Fox anunció el 10 de enero de 2011, durante la gira de prensa de Television Critics Association que había dado luz verde al proyecto de los escritores Sherry Bilsing y Ellen Kreamer.
La serie fue ordenada a la condición de serie el 10 de mayo de 2011. El 16 de mayo de 2011, Fox anunció que la serie saldría al aire el miércoles después de The X Factor en el otoño. La serie se estrenó en Fox el miércoles 30 de noviembre de 2011.

## Índices de audiencia
El estreno tuvo una clasificación de 2.9 con adultos de 18-49, y un total de 6.8 millones de espectadores. Sin embargo, el segundo episodio cayó a una clasificación de 2.1 entre adultos de 18-49, y 5.38 millones de espectadores.

## Transmisores
| País / Región  | Canal          | Transmitido                        | Notas                 |
| -------------- | -------------- | ---------------------------------- | --------------------- |
| Canadá         | Global         | 2 de diciembre de 2011 - presente  | [ 6 ]                 |
| Estados Unidos | Fox            | 30 de noviembre de 2011 - presente | Miércoles a las 21:30 |
| México         | Warner Channel | 2 de febrero de 2012 - 2013        |                       |